# Albionella kabatai
Albionella kabatai är en kräftdjursart som beskrevs av Robert von Albkron Benz och Kunihiko Izawa 1990. Albionella kabatai ingår i släktet Albionella och familjen Lernaeopodidae. Inga underarter finns listade i Catalogue of Life.